# John Matuszak
John Daniel Matuszak (Oak Creek, 25 de outubro de 1950 — Los Angeles, 17 de junho de 1989) foi um jogador de futebol americano e ator norte-americano. 

## Biografia
O filho de Audrey e Marvin Matuszak, sempre foi grande para a sua idade, quando se tornou jogador profissional de futebol americano já media 2,03m e pesava 127Kg. O atacante da Universidade de Tampa foi a estrela do time, tanto que em 1974, quando saiu do selecionado, a universidade acabou com o programa de futebol no final da temporada deste mesmo ano.
No final da temporada de 1981, após ajudar os Raiders a ganhar dois Super Bowls e fechar um total de 123 jogos em nove temporadas como profissional, John anuncia sua aposentadoria do futebol e engrenou na carreira de ator.
Na década de 80, John se torna um ator de grande sucesso, na maioria de seus papéis, como jogador de futebol ou caracterizando figuras de criaturas e gigantes. Mas a sua aparição mais famosa foi passada despercebida debaixo de cinco horas de maquiagem que deram vida ao rosto deformado da personagem Sloth do até hoje aclamado filme Os Goonies. Inclusive, em algumas cenas do filme, a personagem aparece usando uma camisa do Raiders. 
Outro filme conhecido que o ator participou foi Verão Muito Louco onde contracena com ninguém menos que Demi Moore e o ator John Cusack. Em 1978 o ator participou da competição do homem mais forte do mundo.
Morreu de parada cardíaca em 17 de junho de 1989, após consumir propoxifeno em um nível acentuado, o que o levou à morte. O aumento do coração e a broncopneumonia também contribuíram para a morte. Sua morte possui algumas versões, sendo as mais ventiladas como possíveis: vítima de insuficiência cardíaca decorrente de anos tomando esteroides anabolizantes; em decorrência de uma overdose, já que em seu sangue foi encontrado traços de dextropropoxyfeno, substância encontrada na cocaína; também especula-se que sua morte foi causada por pneumonia.

## Filmografia
- 1990 - Down the drain
- 1989 - Ghost Writer - Com a morte não se brinca (Ghost writer) (TV)
- 1989 - Executor implacável (One man force)
- 1988 - Os Doze Condenados - Missão fatal (Dirty Dozen: The fatal mission) (TV)
- 1987 - P.K. & companhia (P.K. and the kid)
- 1986 - Charles Barnett's terms of enrollment
- 1986 - Verão muito louco (One crazy summer)
- 1985 - Command 5 (TV)
- 1985 - Os Goonies
- 1984 - Piratas das galáxias (The Ice pirates)
- 1981 - O homem das cavernas (Caveman)
- 1979 - Heróis sem amanhã (North Dallas 40)